# バタフライ・エフェクト3/最後の選択
『バタフライ・エフェクト3/最後の選択』（原題: The Butterfly Effect 3: Revelations）は、2009年のアメリカ映画。『バタフライ・エフェクト』シリーズの3作目である。

## ストーリー
私立探偵のサムは、過去に戻る能力でこれまでいくつもの難事件を解決してきた。ある日、10年前に連続殺人により殺害された恋人・レベッカの姉のリズがサムのもとを訪れ、事件の真犯人は他にいるので真相を突きとめるよう依頼してきた。しかし彼には、妹のジェナと決めたルールがあった。個人的な理由で過去に戻らないこと、そして過去を変えないこと。だが彼はルールを破り過去へ戻ることを決意する。そして捜査を進めていくうちに、ある驚愕の真実に辿り着く。

## キャスト
| 役名                         | 俳優                       | 日本語吹替                                    |
| ---------------------------- | -------------------------- | --------------------------------------------- |
| サム・リード                 | クリス・カーマック         | 福田賢二                                      |
| ジェナ・リード               | レイチェル・マイナー       | 木下紗華                                      |
| レベッカ・ブラウン           | ミア・セラフィノ           | 溝邉祐子                                      |
| リズ（エリザベス・ブラウン） | サラ・ハーベル             | 柳沢真由美                                    |
| ハリー・ゴールドバーグ       | ケヴィン・ヨン             | 廣田行生                                      |
| ダン・グレン                 | リンチ・R・トラヴィス      | 松本大                                        |
| ジャック・ニコラス           | ヒュー・マグワイア         | 小室正幸                                      |
| アニータ・バーンズ           | シャンテル・ジャカローン   | 加藤優子                                      |
| ビッキー                     | メリッサ・ジョーンズ       | 新井里美                                      |
| ロニー・フレノンズ           | リチャード・ウィルキンソン | 土田大                                        |
| 家主                         | リンダ・ボストン           | 五十嵐麗                                      |
| パコ                         | ユリシーズ・ヘルナンデス   | 赤城進                                        |
| 看守                         | ダニエル・スピンク         | 間宮康弘                                      |
| 日本語版制作スタッフ         |                            |                                               |
| プロデューサー               | プロデューサー             | 那須史子 （ワーナー・ホーム・ビデオ）         |
| ディレクター                 | ディレクター               | 新田伸一郎 （ワーナー・ホーム・ビデオ）       |
| 演出                         | 演出                       | 高桑一                                        |
| 字幕翻訳                     | 字幕翻訳                   | 野口尊子                                      |
| 吹替翻訳                     | 吹替翻訳                   | KAN TAKASHIMA                                 |
| 録音・調整                   | 録音・調整                 | 榎本慎一 （ヒロサウンドテクニック）           |
| 吹替版コーディネーター       | 吹替版コーディネーター     | 岩田哲史 （マイ・ディア・ライフ）             |
| 制作                         | 制作                       | ワーナー・ホーム・ビデオ マイ・ディア・ライフ |